# أصالة الفن

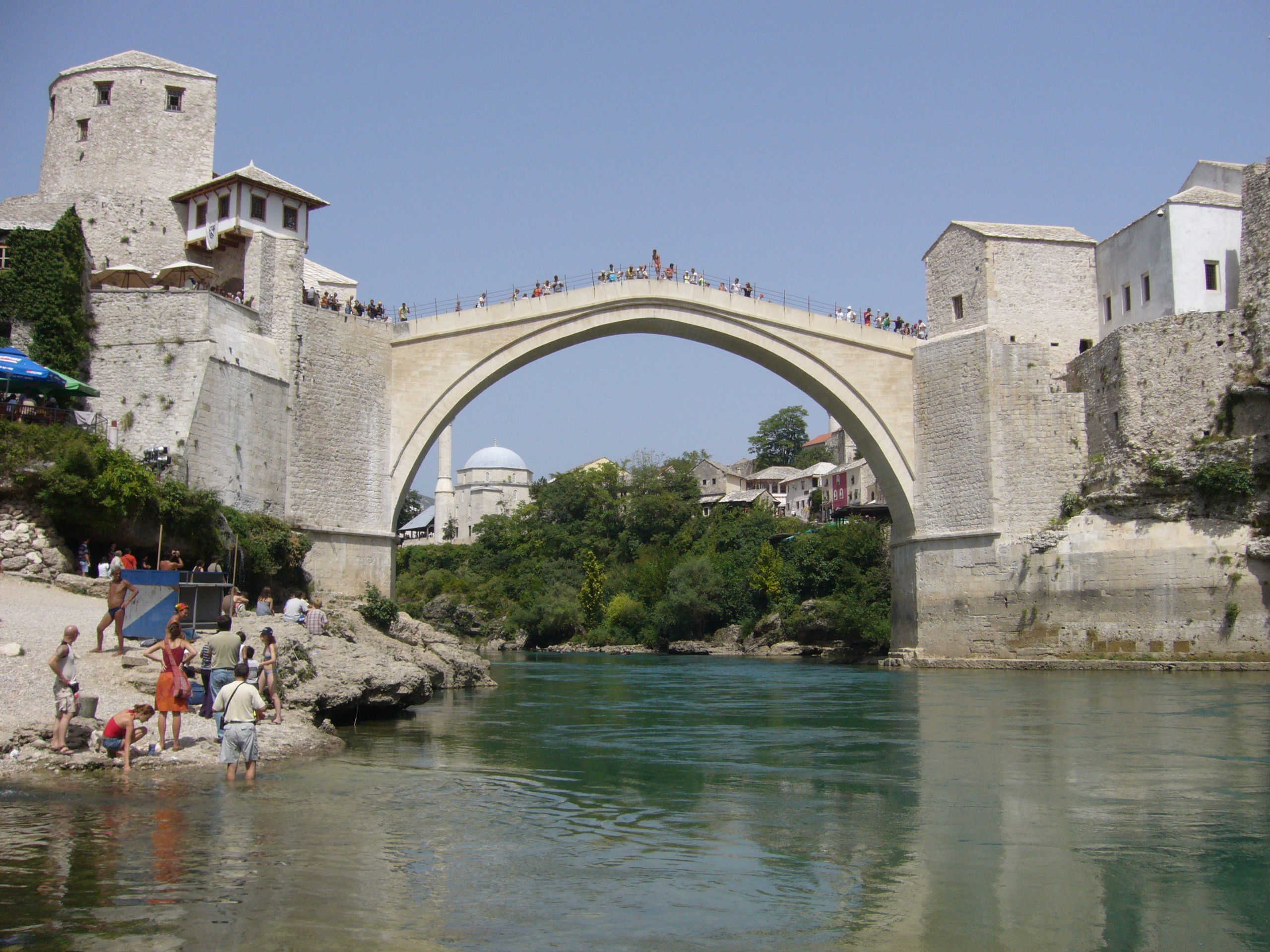

تعبر الأصالة في الفن عن الأساليب المختلفة التي يُعتبر العمل الفني أو الأداء الفني وفقًا لها موثوقًا أو أصيلًا. يفرّق دينيس دتون بين الأصالة الرمزية والأصالة التعبيرية. يشير المصطلح الأول إلى الاعتراف بمؤلف العمل أو الفن، ومدى التوافق بين أداء مسرحية أو مقطوعة موسيقية ونوايا المؤلف، أو مدى التوافق بين العمل الفني والأسلوب الإبداعي الفني. أما المصطلح الثاني، فيشير إلى مقدار احتواء العمل الفني على اختصاصٍ أصلي أو جوهري، ومدى الإخلاص في الفن وصدق التعبير، والحس الأدبي والذوقي الذي يضعه الفنان في عمله.
تُعتبر الأصالة التعبيرية مشكلة حقيقية، فالوصول إليها شبه مستحيل. وربما لا يستطيع زائرٌ لمتحف ما رؤية العمل الفني بنفس السياق أو المنظور الذي قصده الفنان، وربما لن يستطيع فهم العناصر المهمة في العمل. بالتالي تحقيق التوثيق التعبيري أمرٌ شبه مستحيل.
الأصالة شرطٌ ضروري للإدراج ضمن قائمة اليونيسكو لمواقع التراث العالمي. وفقًا لـ «وثيقة نارا حول الأصالة»، بالإمكان التعبير عن الأصالة فيما يخص مواقع التراث العالمي عن طريق «الشكل والتصميم، المواد والجوهر، الاستخدام والعمل، التقاليد والتقنيات، الموقع والبيئة، الروح والإحساس، وعوامل أخرى داخلية وخارجية».

## توثيق الأصل
توثيق الأصل يعني التمييز السليم لأصل أو صاحب العمل الفني. ومثلما يشير ليونيل تريلينج في كتابه من عام 1972 بعنوان «الإخلاص والأصالة»، اكتسبت قضية أصالة المنشأ بعدًا أخلاقيًا عميقًا. وبصرف النظر عن مظهر العمل أو جودة الحرفية في الصناعة، تولى أهمية كبرى للتعرف على أصول العمل الفني، ومع ظهور النسخ المقلدة، من الضروري التعرف مثلًا على إناء من السيراميك الصيني إن كان حقيقيًا أو مُقلّدًا ومزوّرًا بطريقة ذكية. يُعد هذا الاهتمام الكثيف بالتوثيق الفني أمرًا حديثًا نسبيًا، وينحصر بشكل كبير في العالم الغربي. ففي فترة العصور الوسطى، أو حتى في دولٍ مثل تايلاند الحديثة، لم تحظَ هوية الفنان باهتمام كبير.
حالة هان فان ميغرين هي مثالٌ عن التزوير، فعندما لم تلقَ أعماله الفنية نجاحًا، لجأ إلى تزوير لوحات الفنان فيرمير. اعتبر الخبراء تلك اللوحات أصلية، بل عدوها تحفًا فنية. وبعد أن اعتُقل الرجل بتهمة بيع كنوزٍ وطنية إلى الألمان، أوضح علانية أنه الفنان صاحب اللوحات، ما أثار قضية حساسة. لحماية الفن من المزورين والمقلدين أمثال الرجل السابق، تُستخدم شهادة توثيق لتثبت أصالة العمل، ولكن يوجد سوقٌ كبير لبيع نسخ مزورة من تلك الشهادات. بالإضافة للشهادة، يُمكن استخدام مزيجٍ من الأدلة التاريخية والوقائعية والتقنية لتوثيق عمل فني. قد تؤدي الأهمية المالية لأصالة العمل الفني إلى انحياز جامعي التحف واللوحات للحصول على الأعمال الفنية الحديثة بطريقة تجعل من السهل إثبات أصل العمل، وقد يُكتفى بتصريح من الفنان نفسه. أما الأعمال القديمة، يُطبق نظام معقد من التقنيات الجنائية لتوثيق أصل العمل الفني.
ناقش الفيلسوف نيلسون غودمان مطولًا السؤال الذي طرحه ألاين بي. زارينن «إذا كان المزوّر محترفًا جدًا، وإذا استُخدمت أكثر طرق الاختبار مصداقية وشمولية وبقي العمل موضع شك، فهل ذلك كافٍ لاعتبار العمل الفني أصيلًا بشكل لا لبس فيه؟» استخلص غودمان من ذلك أن السؤال أكاديمي، مع الأخذ بعين الاعتبار وجود طريقة للتفريق بين العمل الأصلي والمزوّر، وحالما يُدرك أن العمل مزيف، تغيّر تلك المعلومة إدراك قيمة العمل الفني. في المقابل، يجيب أرتور كوستلر في كتابه «الفعل الإبداعي» بأنه إذا لاءم العمل الفني المزوّر أعمالَ الفنان السابقة، وكان قادرًا على توليد متعة جمالية مثل الأعمال الأخرى للفنان، فلا حاجة لاستثناء العمل المزوّر من المتحف.
لا يمت السؤال السابق، والمتعلق بقيمة العمل المزوّر، بصلة لأمين المتحف، فالأخير لا يكترث سوى بأصل العمل، وليس بكفاءته الفنية. ومن منظور أمين المتحف، وفي الكثير من الحالات، يُعتبر أصل العمل الفني قضية احتمالات بدلًا من كونه حقيقة مطلقة -فإيجاد دليل قاطعٍ على أصالة العمل الفني أمر مستحيل. لكن عندما تُفضح حالة التزوير مثلًا -ومهما لاقى العمل من استحسان عندما اعتُبر «أصليًا»- عندها لن يلاقي أي اهتمامٍ في تقييمه بناءً على جدارته أو كفاءته الفنية.
إعادة إنتاج الأعمال الفنية أو نسخها أمرٌ متأصل في بعض أنواع الفنون، فقد ينتج الفنان رسمًا يستخدمه حرفي آخر لإنشاء قالبٍ خشبي. يُزال الرسم غالبًا خلال عملية قطع القالب، ويُرمى القالب عندما يتآكل. ولا يبقى من العمل في هذه الحالة سوى النُسخ المطبوعة من القالب. في أطروحة في عام 1936، ناقش والتر بنجامن موضوع الإعلام الحديث في التصوير والأفلام، والذي يسمح بإعادة إنتاج العمل الفني عدة مرات بحيث تكون النسخة المنتجة في كل مرة أصلية وموثوقة. ربط بنجامن بين هذا التحول من الأعمال الفنية الموثوقة إلى وسائل الإعلام والتحوّل في وظيفة الفن إلى مجال السياسة بعد أن كان طقوسيًا. قد يثير الفن الحديث قضايا جديدة تتعلق بموثوقية الأصل. فعلى سبيل المثال، أعطى الفنان دوان هانسون أمناء منحوتته «المتشمّس» من عام 1971 الصلاحية الكاملة لاستبدال عناصر من اللوحة إذا بدأت تتلاشى مع الزمن. ومثلما يشير جوليان إتش. سكاف، أثار الحاسوب والإنترنت مزيدًا من الإرباك في قضية توثيق الأصل، فربما يوجد العمل الفني الرقمي بآلاف أو ملايين النسخ المتطابقة، وبطريقة متنوعة لا تسمح بتحديد النسخة الأصلية من العمل أو حتى الفنان.